# Nigramma malgassica
Nigramma malgassica là một loài bướm đêm trong họ Noctuidae.